# Aïn El Turk
Aïn El Türk è un comune dell'Algeria, situato nella provincia di Orano.